# الأرجنتين المستعمرة
الأرجنتين المستعمرة هي فترة من تاريخ الأرجنتين عندما كانت منطقة ما وراء البحار تتبع الإمبراطورية الإسبانية. بدأت الفترة في عصر للشعوب الأصلية في الأرجنتين ما قبل كولومبوس، مع وصول أول فاتح إسباني.

## الاستكشاف الأوروبي

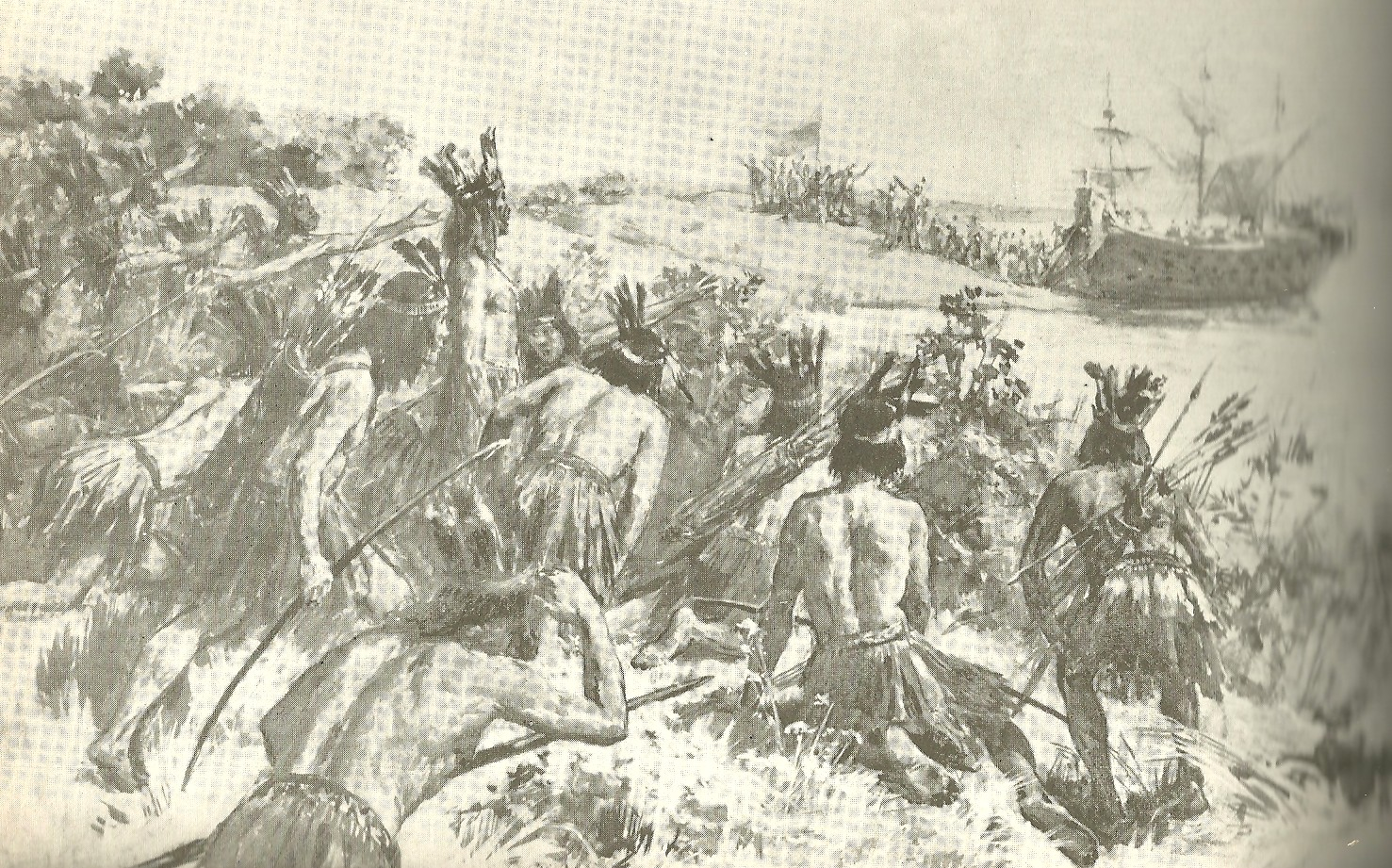
اكتشاف نهر ريو دي لا بلاتا بواسطة خوان دياز دي سوليس. تمت مهاجمته وقتل من قبل التشاروا بعد ذلك.

عندما أدركت إسبانيا والبرتغال أن الأمريكتين لم تكن جزر الهند بل قارة جديدة وغير معروفة، فقد استوطنوا في الأجزاء بموجب معاهدة توردسيلاس، وقسموا الجزء الشرقي من أمريكا الجنوبية للبرتغال والباقي لإسبانيا. ومع ذلك، كانت معظم جغرافيا الأمريكتين لا تزال غير معروفة، وسعى العديد من الملاحين إلى العبور إلى جزر الهند الشرقية بدلًا من استكشاف الأمريكتين.
استمرت رحلة فرناندو ماجلان باتجاه الجنوب، وعبرت مضيق ماجلان وأكملت في النهاية أول طواف حول العالم.
أبحر الملاحون الأوائل من الأمريكتين عبر مناطق غير مستكشفة، في منطقة نهر ريو دي لا بلاتا الواسعة متوقعين العثور على ممر إلى الغرب والوصول إلى آسيا، وقد تم تعزيز عمليات الملاحة الجديدة من خلال إشاعات المعادن الفضية (هذه الشائعات هي أحد الأسباب المبكرة وراء ذلك. اسم الأرجنتين).
كانت هناك حملات برية قادمة من الشمال أيضًا من ليما. ومع ذلك، فإن نقص المعادن الثمينة في المنطقة، وغياب الإمبراطوريات المحلية مثل الأزتيك في المكسيك أو الإنكا في بيرو، لم يسمح بنمو ملحوظ للسكان الإسبان في المنطقة.

### خوان دياز دي سوليس
كان أول أوروبي ينزل في ما يعرف الآن بالأرجنتين هو خوان دياز دي سوليس، الذي اكتشف ريو دي لا بلاتا، قُتل سوليس على يد التشاروا، إلى جانب البحارة الآخرين، وعاد أسطوله إلى إسبانيا.
نجا البحار فرانسيسكو ديل بويرتو، وهو أحد المشاركين في رحلة سوليس، من التشاروا بسبب صغر سنه، وبقي في الأمريكتين لعدة سنوات.

### سيباستيان كابوت
تم إنقاذ فرانسيسكو ديل بويرتو من قبل البندقي سباستيان كابوت، وأخبره عن أساطير مصادر الفضة في المنطقة. عزز هذا المزيد من الاستكشافات في المنطقة. لم تكن هناك فضة ولا أي معدن ثمين آخر، لكن تلك الأساطير الأولية أثرت على اسم الأرجنتين.
أسست رحلة كابوت، التي توقعت احتلال أراضي «الملك الأبيض» غير الموجود، تحصين سانكتي سبيريتو، بجوار نهر بارانا. كانت الرحلة فاشلة تمامًا: لم يحصلوا على أي معادن، وتدمرت سانكتي سبيريتو على يد السكان الأصليون، وعاد الأوروبيون الباقون إلى أوروبا.

## الاستعمار
كانت المنطقة الأرجنتينية ضمن الكيانات الاستعمارية الإسبانية لكل من:
- محافظة الأندلس الجديدة (1524-1542)
- محافظة ريو دي لا بلاتا (1549-1776)، تحت إشراف الديوان الملكي في ليما في النيابة الملكية على بيرو (1541-1661)، ثم الديوان الملكي بوينس آيرس الأول (1661-1671).
- النيابة الملكية على ريو دي لا بلاتا (1776-1814)، تحت إشراف حاكم الديوان الملكي في بوينس آيرس الثاني (1783-1810) في الجنوب، والديوان الملكي في تشاركاس في الشمال، حتى استقلال الأرجنتين.

بدأت حرب الاستقلال الأرجنتينية، وهي مسرح لحروب استقلال أمريكا الإسبانية الكبرى إثر الأفكار الجديدة لعصر التنوير وأحداث حرب شبه الجزيرة.